# Thailändische Badmintonmeisterschaft 1970
Die Thailändische Badmintonmeisterschaft 1970 fand in Bangkok statt. Es war die 19. Austragung der nationalen Meisterschaften von Thailand im Badminton.	

## Titelträger
| Disziplin    | Sieger                               |
| ------------ | ------------------------------------ |
| Herreneinzel | Sangob Rattanusorn                   |
| Dameneinzel  | Priprem Mahaganok                    |
| Herrendoppel | Bandid Jaiyen Sangob Rattanusorn     |
| Damendoppel  | Pachara Pattabongse Boopha Kaenthong |
| Mixed        | Phonwat Sotprasert Priprem Mahaganok |

Anmerkungen
Die genannten Quellen listen in drei Disziplinen unterschiedliche Sieger. Das Handbook führt Thongkam Kingmanee im Dameneinzel, Sangob Rattanusorn und Chavalert Chumkum im Herrendoppel sowie Bandid Jaiyen und Pachara Pattabongse im Mixed als Meister.

## Referenzen
- Annual Handbook of the International Badminton Federation, London, 29. Auflage 1971, S. 303–304.
- badmintonthai.or.th (Memento vom 27. März 2009 im Internet Archive)